# Rassistisches Wissen
Dieser Artikel wurde auf der Qualitätssicherungsseite des Portals Soziologie eingetragen. Dies geschieht, um die Qualität der Artikel aus dem Themengebiet Soziologie auf ein akzeptables Niveau zu bringen. Hilf mit, die inhaltlichen Mängel dieses Artikels zu beseitigen, und beteilige dich an der Diskussion. (Artikel eintragen)

Begründung: Der Artikel ist zu lang, die einzelnen Sätze sind zu lang und machen vieles unnötig kompliziert. Es fehlt ein historischer Abschnitt: Wann wurde der Begriff zum ersten Mal verwendet, popularisiert (und wann ist er vielleicht wieder aus der Mode gekommen)? Was ist der Unterschied zwischen "racial knowledge" (wörtlich rassisches Wissen) und "rassistischem Wissen"? Warum gibt es dieses Extralemma zur Thematik des Rassismus, nicht aber bei anderen Wissensbereichen (es gibt auch entomologisches Wissen, sexuelles Wissen, religiöses Wissen, aber dazu keine Lemmata)? Wenn ein Löschantrag nicht durchsetzbar ist und eine Verschiebung einzelner Inhalte nach Rassismus nicht infrage kommt, muss hier wesentlich gekürzt, redigiert und neu gegliedert werden.--ChickSR (Diskussion) 10:04, 17. Feb. 2022 (CET)
Rassistisches Wissen ist eine Analysekategorie, die Rassismus nicht nur als individuelles Vorurteil, sondern als Teil eines gesellschaftlichen Wertesystems untersucht.
Als racial knowledge hat David Theo Goldberg den Prozess bezeichnet, in dem einerseits Rassismus durch die etablierten Wissenschaften legitimiert und andererseits bestimmte Wissenschaftsfelder mit Hilfe der Kategorie der Rasse konstruiert werden.
Mark Terkessidis bezeichnet als rassistisches Wissen geltende und von einem klaren Konsens der Mehrheit aller Mitglieder der Gesellschaft gestützte Vorstellungen über „Fremde“, die vor allem durch gesellschaftliche Praxis „gelebt“ werden und eine enge Verbindung mit Institutionen – „materielle Apparate“ – wie z. B. Arbeitsmarkt, Staatsbürgerschaft und hegemoniale Kultur eingehen (Institutioneller Rassismus).

## Entstehungshintergrund des Begriffs
Aufgrund von Beschreibungen des Schriftstellers Richard Wright, und vor dem Hintergrund von Untersuchungsergebnissen von Teun A. van Dijk, Alphons Silbermann und Francis Hüser sowie insbesondere von Diskursanalysen von Siegfried Jäger zu rassistischen Phänomenen bei Einzelpersonen, Gruppen und in Medien, lässt sich nach Terkessidis Rassismus nicht mehr als ein „Ausnahmephänomen im gesellschaftlichen Funktionieren“ erklären, nach dem Rassismus vor allem als ein Zustand individueller Irrtümer wie etwa Vorurteile und Stereotype untersucht wird. Vor allem der Glaube vieler Rassismustheoretiker, es gebe eine vorurteilsfreie Mehrheit der Gesellschaft und mittels ihrer individualistischen Rassismusanalysen könne gleichzeitig eine Korrektur oder gar eine Therapie von „verzerrten Wahrnehmungen“ versucht werden, stehen nach Terkessidis im Widerspruch zu den Untersuchungen, da sie nicht erklären können, warum nur ganz bestimmte Gruppen der Gesellschaft von Rassismus betroffen sind und Rassismus verschiedene Konjunkturen erlebt. So zeigen die Untersuchungen, dass wesentliche Elemente des Rassismus in der Gesellschaft zum normalen – „normativen“ – Wissensbestand gehört.

## Unterscheidung von Vorurteil und Rassismus
Rassismus ist nach Terkessidis keine Wahnvorstellung, sondern wird in einer praktischen Einheit von Wissen und Institutionen in einem dauerhaften Prozess „gelebt“.
Da Rassismus nicht nur ein Vorurteil über Menschen sei, die als „fremd“ wahrgenommen werden, sondern eine kontinuierliche und kollektive Erscheinung der modernen Gesellschaften, kritisiert Mark Terkessidis den Begriff des Vorurteils als psychologische Erklärung für Rassismus und stellt folgende sieben Thesen auf:
- Rassismus ist kein persönlicher Irrtum

Rassismus bildet sich nicht daraus, dass eine Person einem Irrtum unterliegt, die Realität verzerrt wahrnimmt oder weil sie krankhaft auf ihr fremde Erscheinungen reagiert.
„Rassismus entsteht nicht durch sich aggregierende persönliche Probleme – Irrtümer, Wahrnehmungsverzerrungen oder pathologische Reaktionen – von Einzelnen. Insofern ist es von vornherein irreführend, den Untersuchungsgegenstand als Vorurteil bzw. ethnisches Vorurteil zu bezeichnen, weil in diesem Begriff die Vorstellung eines individuellen Irrtums angelegt ist.“
- „Urteile“ sind ihrerseits konstruiert

Ein Vorurteil setzt voraus, dass ein „richtiges“ Urteil über etwas – z. B. „der Fremde“ – gebildet werden kann. Das, was als „richtig“ beurteilt werden soll, ist allerdings erst durch eine bestimmte Praxis und einen bestimmten Diskurs entstanden. Das Urteil „Fremde“ seien „anders“ setzt beispielsweise bereits die Herstellung „rassistisches Wissens“ durch „gelebten Rassismus“ voraus.
„Aber noch weitere Gründe sprechen gegen die Bezeichnung Vorurteil. Sie setzt voraus, dass ein richtiges Urteil über irgendein bereits existierendes ‚Objekt‘ möglich ist (…). Tatsächlich wird dieses ‚Objekt‘ jedoch durch eine bestimmte Praxis und einen bestimmten Diskurs überhaupt erst hervorgebracht.“
- Historische Konstitutionsbedingungen und Machtbeziehungen

Rassismus drückt sich in den Beziehungen und Verhältnissen der Gruppen zueinander aus. Daher muss untersucht werden, wie sich diese Gruppen gebildet haben und welche Bedingungen dieser Bildung und ihrer Beziehung zueinander zugrunde lagen. Zum Beispiel „Gastarbeiter“/„deutsche Nachkriegsgesellschaft“ etc.
„Um Rassismus begreifen zu können, muss das Augenmerk auf die Beziehungen zwischen Gruppen gelenkt werden. Die Gruppen oder auch Kategorien sind jedoch, wie gesagt, keine präformierten, natürlichen Gegebenheiten. Daher müssen sowohl die konkreten historischen Konstitutionsbedingungen der Gruppen als auch die Bedingungen der Beziehung zwischen ihnen analysiert werden.“
- Rassistisches Wissen gilt in der dominanten Gruppe als einleuchtend

Vorurteile und Stereotype entsprechen der tatsächlichen Wahrnehmung von Mitgliedern einer Gruppe. Sie beschreiben die vorhandene Beziehung einer Gruppe zur ihr „fremden“ oder als „anders“ wahrgenommenen Gruppe und stabilisieren die eigene Position in der Gesamtgesellschaft. Sie werden als normal und erklärend erkannt und sind Bestandteil der „sozialen Erkenntnis“. Die Benutzer von Vorurteilen erhalten aus ihrer Gruppe positive Bestätigungen, da rassistisches Wissen zum sozialverbindenden Gemeingut der Gesamtgruppe gehört.
„Vorurteile oder Stereotype sind keine einfache Verzerrung der Realität, sondern sie geben für die Mitglieder der hegemonialen Gruppe auf spezifische Weise die Beziehung zwischen den Gruppen durchaus ‚angemessen‘ wieder. Es handelt sich um Formen ‚sozialer Erkenntnis‘, die für ihre Benutzer die Wirklichkeit einleuchtend erklären und die beständig eine positive Rückmeldung aus dem Konsens der Gruppe erhalten. Um die Begriffe Vorurteil und Stereotyp zu vermeiden, möchte ich den gesellschaftlichen Bestand solcher ‚Erklärungen‘ als rassistisches Wissen bezeichnen.“
- Rassistisches Wissen ist ein Bestandteil des kulturellen Wertekanon der hegemonialen Gruppe

Gesellschaftlich dominierende Gruppen beziehen sich auf gemeinsame Werte, die in Abgrenzung zu anderen Gruppen gebildet werden z. B. in Aussagen wie: „Wir Weißen sind ‚zivilisiert‘“, die „Neger sind ‚wild‘“ etc. Über das rassistische Wissen über „die anderen“ lässt sich bestätigend beschreiben, welche Werte die eigene Gruppe als gemeinsam definiert.
„Zwischen den in einer Gruppe hegemonialen Werten und den wertenden Gruppenkategorisierungen besteht ein Zusammenhang. Die Inhalte des rassistischen Wissens sind daher nicht beliebig, sondern sie ergeben sich aus dem in der hegemonialen Gruppe verbreiteten kulturellen Wertekanon. Mit der kollektiven Definition der Anderen gemäß der hegemonialen Werte legt die Gruppe dabei auch beständig ihr ‚Selbst‘ fest.“
- Rassistisches Wissen dient der Legitimierung des Dominanzverhältnisses und passt sich geschichtlich den Erfordernissen an

Die Beschreibung des Verhältnisses der dominanten Gruppe zur ausgegrenzten Gruppe bestimmt die Inhalte des rassistischen Wissens. Sie dienen vor allem zur Legitimierung der eigenen dominanten Position. Sie sind zeitlich den geschichtlichen Erfordernissen anpassbar und veränderbar.
„In den Inhalten des rassistischen Wissens wird daher das konkrete Verhältnis zwischen dem Eigenen und dem Anderen mit Hilfe des Wertekanons der dominanten Gruppe definiert. Sowohl dieses Verhältnis als auch der Wertekanon sind historisch variabel. So kommt es zu beständigen kollektiven Neudefinitionen.“
- Rassistisches Wissen lässt sich nach Bedarf neu definieren

Rassistisches Wissen wird beständig den Verhältnissen angepasst und notfalls neu definiert. Wird dieses Wissen mit dem in modernen Gesellschaften anerkannten ‚Gleichheitsethos‘ als nicht vereinbar erkannt, bilden sich wiederum Neudefinitionen mit dem Ziel, die eigene dominante Position zu verteidigen.
„In Definition und Neudefinition des Verhältnisses kommt eine Verteidigung der Position der dominanten Gruppe zum Ausdruck. Rassistisches Wissen legitimiert also laufend die übergeordnete Position einer Gruppe. Solche Legitimation ist notwendig, da die Ungleichheit zwischen den Gruppen angesichts des ‚Gleichheitsethos‘ als ungerechtfertigt empfunden wird.“
(Zitate: Terkessidis 1998, S. 59f)

## Institutionelle und organisatorische Basis rassistischen Wissens
David Theo Goldberg definiert rassistisches Wissen („racial knowledge“) als das Ergebnis einer dualen Entwicklung: Einerseits beruht rassistisches Wissen auf heutzutage etablierten Wissenschaften wie vor allem der Anthropologie, Naturgeschichte und Biologie. Von diesen erhält es den Mantel der Wissenschaftlichkeit, den formalen Charakter und die scheinbare Universalität. So gewinnt rassistisches Wissen an Legitimität und Autorität. Dazu ist es andererseits erst in der Lage, weil es historisch selbst zum Erscheinen und Aufstieg dieser Wissenschaftsfelder beigetragen hat. Denn Rasse, so Goldberg, sei ein grundlegendes kategoriales Objekt dieser Wissenschaften und in manchen Fällen sogar der begründende Fokus wissenschaftlicher Analyse gewesen. Dieses Phänomen sei erleichtert worden durch die bereits von Michel Foucault festgestellte Wichtigkeit von Differenz für die Entwicklung des Wissens der Moderne.
Diskursanalytische Untersuchungen von Teun van Dijk (1987) ergaben für die USA und die Niederlande der 1980er Jahre, dass im rassistischen Wissen zu den jeweils untersuchten Zeiten ganz bestimmte Themen im Vordergrund stehen, dies wird von Siegfried Jäger 1992 in seiner Dissertation auch für das Deutschland der 1990er Jahre bestätigt. Diese Themen seien für die untersuchten Gruppen vorrangig eine negativ interpretierte Andersheit, die Bedrohung – z. B. von Sicherheit und kultureller Identität – und ökonomische Konkurrenz. Untersucht wurden die Themen, die den Ortsansässigen als Erstes in den Sinn kommen, wenn sie über Ausländer nachdenken. Diese Themen werden nach Heinrich Popitz als Topoi bezeichnet. Rassistisches Wissen wird nach Terkessidis in diesen Topoi „organisiert“. Dabei ist die Menge von thematischen, inhaltlichen und rhetorischen Aussagen überschaubar. Diese Topoi sind nicht abhängig von der persönlichen Erfahrung oder der Weltanschauung des Einzelnen, sondern von der Erfahrung und „Praxis“ der gemeinsamen Gruppe. Der Einzelne wählt für sich die Topoi aus, die ihm am meisten „einleuchten“.
Nach Terkessidis sind Topoi „hybride Gebilde, d. h. sie sind gleichzeitig Form und Inhalt. Zum einen handelt es sich um jene Themen, die mit der Erwähnung des Feldes Ausländer augenblicklich gegeben sind, zum anderen sorgen Topoi auch für die Kohärenz und Wiedererkennbarkeit des Diskurses, der sich um sie herum ordnet.“ Terkessidis verweist auf Gehlen, der Topoi als „Institutionen des Gedankenvolkes“ bezeichnet: „Sie wirken (…) mannigfaltig als Gravitationszentren, Wegweiser, Hemmungen, Koordinatoren.“ Die Gruppe der Autochthonen kann diese Topoi, so Terkessidis, „als gültige Selbstverständlichkeit immer wieder ohne das Risiko von Meinungsverschiedenheiten und Konflikten“ einsetzen.
Topoi sind nach Terkessidis nicht statisch, sondern sehr flexibel und bilden eine „diskursive Formation“: „Noch vor 50 Jahren hätte man nicht subtil die Andersheit beispielsweise von Schwarzen negativ bewertet, sondern offen von ihrer Minderwertigkeit gesprochen. Dabei hat sich zwar der Topos geändert, nicht jedoch die Grundlage der Aussage: ‚Weiterhin gilt unangefochten, dass zwei grundsätzlich verschiedene Kollektive, also Weiße und Schwarze, mit bestimmten Eigenschaften existieren und sich als fremd gegenüberstehen.‘“ Jonathan Potter (Loughborough University) und Margaret Wetherell (Open University (UK)) bezeichnen die Gesamtheit einer solchen diskursiven Formation als „interpretatives Repertoire“ (Vorrat an Deutungsmöglichkeiten). Somit sind Topoi nach Terkessidis „eingelassen in ein schier unerschöpfliches Universum von Vor-Konstruktionen zum Thema „Rasse“, Kultur und Ethnien, in mannigfaltige Möglichkeiten, rassistisches Wissen aktuell legitim zu artikulieren.“ Terkessidis verweist beispielhaft auf Alain de Benoist, der ebenso wie die Interviewten aus der Untersuchung aktuell Topoi von Andersheit und Bedrohung verwendet, und vergleicht ihn mit Arthur de Gobineau. Terkessidis stellt dabei fest, dass Alain de Benoist zwar andere Topoi als Gobineau verwendet, aber ein ähnliches Repertoire verwendet. Indem Alain de Benoist sich auf Johann Gottfried von Herder, Robert Ardrey und Arthur Jensen bezieht, kann er die Topoi „anders zur Sprache bringen“.
Die Topoi stünden im Zusammenhang mit „spezifischen“ Erfahrungen der Gruppe, während interpretative Repertoires sich verallgemeinern ließen. Terkessidis: „Die Topoi sind insofern spezifisch, als es etwa Weißen möglich ist, von der black race zu behaupten, sie sei happy-go-lucky und sexuell ausufernd, es für Schwarze aber nicht möglich ist, von Weißen das Gleiche zu behaupten. Die Zuweisung der Eigenschaften ‚faul und schmutzig‘ zu Weißen besitzt keine Außenstützung in der Wirklichkeit. Schwarze allerdings können behaupten, sie seien sun people, während die Weißen unterlegene ice people seien. Oder sie können etwa wie die Nation of Islam behaupten, sie seien die ‚original people‘ der Erde und Weiße seien blue eyed devils, ein genetischer Unfall, hervorgegangen aus den Experimenten des bösen Wissenschaftlers Yakub. Dabei bleibt das Repertoire, das die Existenz zweier unterschiedlicher Rassen behauptet und ihnen aufgrund der sozialen Situation bestimmte Eigenschaften unterstellt, völlig intakt.“
Daraus folgert Terkessidis, dass Repertoires in der Praxis eine „weitgehende Autonomie“ besitzen. Die „Objekte“ des rassistischen Wissens seien von der institutionalisierten Praxis sichtbar gemacht worden. So hätten beispielsweise zu Beginn der Kolonisation die Spanier durch die Praxis ihrer Rassen-Kasten-Gesellschaft die Schwarzen als Gruppe überhaupt erst zum Vorschein gebracht. So gebe es keine Anhaltspunkte, dass sich Schwarze vor der Kolonisation selbst „aufgrund ihrer Hauptfarbe als Gruppe wahrgenommen haben“. Erst indem eine Gruppe als „Objekt“ sichtbar gemacht werde, sei es möglich, sich dazu ein Wissen zu bilden oder zu „erwerben“. So schickten die Spanier anschließend „etwa ihre Forscher, um mit Hilfe der gültigen diskursiven Praxis der damaligen Wissenschaft die „Inferiorität“ der „Objekte“ festzustellen; eine Realität tatsächlich, allerdings eine, die die Spanier zuvor selbst geschaffen hatten. (…) Es entwickelte sich eine Flut von „Rassentheorien“. Heute werden die Repertoires des rassistischen Wissens allgemein verwendet, oft sogar von den Gegnern des Rassismus, ohne daß noch deutlich wäre, welche Machtverhältnisse zur Entstehung der Repertoires beigetragen haben.“
Terkessidis betont dabei, dass die Topoi in einer unmittelbaren Beziehung zu der jeweiligen sozialen Situation der jeweiligen Gruppe stehen, und verweist auf das Lageschema des Bonner Psychologen Hans Thomae. Daran lässt sich rassistisches Wissen charakterisieren. So hat das rassistische Wissen die Wirkung einer „sozialen Erkenntnis“ für die autochthone Gruppe. So bietet rassistisches Wissen auch für komplexe Widersprüche einfache Erkenntnisse. Ein solcher Widerspruch ist das Postulat in der modernen bürgerlichen Gesellschaft, „alle Menschen sind gleich“. Vor diesem Hintergrund sind gesellschaftliche Ungleichheiten wie Privilegien und Dominanz oder die Unterscheidung zwischen einer „1. Welt“ und einer „3. Welt“ erklärungsbedürftig. Terkessidis: „Die Erklärungen sind selbstverständlich falsch, eine Täuschung jedoch sind sie nicht. Aber das Wissen dient nicht nur als Begründung für die Unterschiede, es fungiert auch als Legitimation für diese Unterschiede. Denn rassistisches Wissen ‚verwirklicht‘ permanent die übergeordnete Position der Autochthonen.“
Eine Form, diese Widersprüche zu umgehen, ist die Vorstellung, rassistische Einstellungen seien lediglich eine Ausnahmeerscheinung oder ein „Wahn“. Dagegen kann die Funktion von Rassismus nur verstanden werden, wenn sie als Einheit von Wissen und Institution untersucht wird. Der US-amerikanische Psychologe Joseph Renny Noel kehrte die traditionelle Perspektive auf Rassismus als individuelle Ausnahmeerscheinung 1972 um: „Da Rassismus so allgegenwärtig ist, ist er so gut wie unvermeidbar. Das wahre Problem könnte deshalb sein, nicht zu erklären, wieso Menschen sich Vorurteile aneignen, sondern warum manche Menschen diese voreingenommenen Haltungen ablehnen.“
Eine wesentliche Motivation, Rassismus als ein krankhaftes individuelles Problem wahrzunehmen, ist auch die Tatsache, dass eine „demokratische Gesellschaft nicht zugeben“ kann, dass „der gesellschaftliche Wissensvorrat ganz selbstverständlich auch rassistisches Wissen beinhaltet. Das rassistische Wissen besitzt einen ‚dilemmatischen Charakter‘, d. h. es existiert unter Maßgabe seiner Illegitimität. Aus den diskursanalytischen Untersuchungen wissen wir, dass rassistische Bemerkungen oft eingeleitet werden mit Sätzen wie ‚Ich bin kein Rassist, aber …‘ oder ‚Wir sind doch alle Menschen, aber …‘“ (Terkessidis). Diese Strategien werden von Van Dyk als „apparent denial“ bezeichnet. Terkessidis schließt aus diesem „offensichtlichen Dilemma“, dass es „eine Praxis geben muß, die diesen Konflikt innerhalb des Wissens hervorruft“.
Michel Foucault schreibt in Die Ordnung der Dinge: „Noch grundlegender dringt das moderne Denken vor in jene Richtung, in der das Andere des Menschen das Gleiche werden muss, das er ist.“
Erzeugt werden diese Konflikte laut Terkessidis durch „die institutionalisierten Gleichheitspostulate der liberalen Demokratie. Allerdings muss man wohl historisch festhalten, dass sich die Praxis der liberalen Demokratie gegenüber der Praxis, die den Rassismus impliziert, immer als schwächer erwiesen hat. Gewöhnlich wird der Konflikt durch den ‚Einbau‘ der einander widersprechenden liberalen Prinzipien in das rassistische Wissen ‚gelöst‘.“
Eine weitere Ursache für solche Konflikte seien die Widerstände der vom Rassismus betroffenen Menschen gegen Institutionen, die sie rassifizieren. Dabei hätten sie die Möglichkeit, in zwei Richtungen Forderungen zu stellen, mit denen der Konflikt „gelöst“ wird, die jedoch neue Formen des rassistischen Wissens hervorbringe. Terkessidis: „Entweder stützen sie sich auf die Werte der abstrakten Gleichheit (was Assimilation bedeutet) oder sie fordern die Anerkennung der eigenen Differenz bzw. Identität. So sind diese Kämpfe wiederum durch die Institutionen [bedingt], deren Praxis sie fortwährend als partikulare Gruppe zum Erscheinen bringt.“ Aufgrund der ungleichen Machtverhältnisse wird dabei nicht die institutionelle Praxis geändert, sondern nur das rassistische Wissen. Terkessidis: „Dennoch: die Praxis der liberalen Demokratie und die Praxis der antiinstitutionellen Kämpfe bilden die einzigen Grundlagen dafür, dass jemand nicht prejudiced wird oder zumindest feststellt, dass er prejudiced ist.“
Da es sich beim Rassismus um eine „praktische Einheit von Wissen und Institutionen“ handele, entstehe ein „kompliziertes Gesamtensemble“, das, „wenn es in ‚Betrieb‘ ist, von allen Seiten beeinflußt werden“ könne. Terkessidis: „Auch Veränderungen des Wissens können Veränderungen in den Institutionen nach sich ziehen. Verschwinden allerdings wird der Rassismus erst mit den Institutionen, die ihn erzeugen.“

## Geschichtliche Ursprünge

### Wissensproduktion in der deutschen Kolonialgesellschaft
Kien Nghi Ha untersucht die Wissensproduktion in der deutschen Kolonialgesellschaft. Nach Kien Nghi Ha wurden die Kolonien „nicht nur als Rohstofflieferanten, Siedlungsräume, Absatz- und Kapitalmärkte, sondern auch als ‚Laboratorien der Moderne‘ und ‚Schule der Nation‘ genutzt“. Während der Kolonialzeit wurden in der „Populärkultur“ durch Reiseliteratur, Fotografien, Völkerschauen und andere Medien Bedürfnisse nach „exotischer Fremdheit und rassistischen Stereotypisierungen bedient“ und „massenhaft erfahrbar gemacht“. Bei dieser Präsentation des „Fremden“ wurde die Begegnung mit ihnen „hierarchisch“ in Szene gesetzt: „Diese Repräsentationsräume verbanden die symbolische mit der realen Welt zu imaginären Projektionsflächen, die durch den Blick des weißen Subjekts bestimmt wurden und kolonialpädagogisch aufgeladen waren. Zweifellos hat die koloniale Erfahrung mit ihren weiterhin hierzulande zirkulierenden Bildern die Konstruktion von Weißsein und Andersheit wesentlich geprägt.“ Damit war eine „offene Begegnung“ zwischen Deutschen und Kolonialisierten aufgrund der Fremdbilder, der rassistischen Prozesse und der Machtungleichheit nicht möglich: „Unter diesen Bedingungen wurden die Selbst- und Fremdbilder rassistisch formatiert und in einem starren Verhältnis von Zugehörigkeit und Fremdheit, von Über- und Unterordnung gebracht. Solche deformierten Weltbilder haben sozialdarwinistische Menschenbilder und Überlegenheitsgefühle, aber auch missionarischem wie kolonialpädagogischem Eifer Vorschub geleistet.“ Kien Nghi Ha stellt fest, dass in diesem Prozess auch die „wissenschaftliche Wissensproduktion“ keine aufklärerische oder „eine emanzipatorische Rolle“ geboten habe, und statt „als kritisches Korrektiv fungierten akademische Disziplinen wie Botanik, Tropenmedizin, Geographie, Anthropologie und Sprachwissenschaften nahezu ausnahmslos als willige Kolonialtechniken.“

### Rassistisches Wissen in der Wissenschaftsgeschichte
Ethnologie
Katharina Schramm untersucht Rassistisches Wissen anhand der Wissenschaftsgeschichte der Ethnologie. Schramm sieht „Die Ursprünge der Ethnologie (…) auf das Engste mit der westlichen Expansions- und Kolonialgeschichte und der Wissenschaftstradition der Aufklärung verbunden. Es waren in erster Linie Anthropologie, Biologie und Philosophie sowie die Popularisierung der hier debattierten Themen in der zeitgenössischen Reise- und Abenteuerliteratur, die maßgeblich an der Produktion von „racial knowledge“ mitwirkten und damit die Ideologie einer weißen europäischen Gesellschaft zutiefst prägten.“ Sie erkennt hier Rassifizierungsprozesse in der Subjektkonstruktion bei der Selbst- und Fremdzuschreibung der europäischen Forscher: „Hier wurde die rassifizierte Differenz zum grundlegenden Prinzip einer taxonomischen Weltordnung erhoben, durch die ein weißes Selbst konstruiert wurde, das sich in Abgrenzung zu einer Vielzahl von objektifizierten ‚Anderen‘ definierte. Dabei wurde in manichäistischer Manier eine ‚natürliche‘ Hierarchie der ‚Rassen‘ proklamiert, an deren Spitze der weiße Europäer stand: rational, aufgeklärt, beherrscht; und an deren unterem Ende Schwarze platziert wurden: irrational, abergläubisch, sexuell promisk und kannibalisch – ausgestattet mit all jenen Negativattributen, von denen sich das weiße Subjekt abgrenzen wollte.“

## Rassistisches Wissen in visuellen Diskursen
Die Begründung der Anthropologie 1501 als Wissenschaft von der Gemeinsamkeit und den Unterschieden der Menschen fällt in die ersten Jahre nach der Erfindung des Buchdrucks. Aus den Illustrationen der Reiseberichte wurden schon frühzeitig in den Disziplinen der Anthropographie und Ethnographie allgemeingültige Bildauffassungen destilliert. Während die Theoretiker in emanzipatorischer Absicht nach dem Sinn des Zusammenlebens in „Ethnien“ fragten, wurde die Abbildung von physischen Unterschieden im Sinne der Deformation und Degeneration zur Absicherungen von Herrschaftsverhältnissen missbraucht.
Nach Stuart Hall besteht ein Zusammenhang zwischen Produktion von rassisiertem Wissen und dem visuellen Diskurs über den rassisierten Körper. Dieser bilde, weil unmittelbar sichtbar, scheinbar einen unmittelbaren Beweis für die Verschiedenheit von „Rassen“, konkret für den Unterschied zwischen der schwarzen, „Natur“ und der, den Weißen vorbehaltenen, höheren „Kultur“. Wenn die Unterschiede zwischen Schwarzen und Weißen kulturell seien, könnten sie verändert werden. Wenn sie jedoch natürlich seien, wie die Sklavenhalter glaubten, dann befänden sie sich jenseits von Geschichte, seien permanent und festgeschrieben.

### Passing
Nach Aischa Ahmed ist „Wahrnehmung und Nichtwahrnehmung von Differenz (…) mit bestimmten Erwartungshaltungen verbunden, die sich auf der visuellen Ebene besonders ausgeprägt zeigen.“ Sie demonstriert die Verbindung zwischen visuellen Diskursen und rassistischem Wissen in ihrer Studie „Na ja, irgendwie hat man das ja gesehen“. Passing in Deutschland – Überlegungen zu Repräsentation und Differenz. anhand des sogenannten Passing (im amerikanischen Englisch bedeutet Passing, visuell als jemand anders „durchzugehen“, nach dem Verb to pass). Beim Passing zeige sich, wie visuelle Erwartung „weißer Leute“ getäuscht werden, wie Repräsentationsräume durch eine gesellschaftliche Norm des Weißseins gebildet werden, dass Weißsein im Gegensatz zu Schwarzsein nicht markiert wird und damit in seinen Privilegien nicht wahrgenommen wird. Dabei wird der Zusammenhang zwischen rassistischem Wissen und visuellen Diskursen sichtbar bei der Zuschreibung der Hautfarbe von Geschwistern, die dieselben Vorfahren haben, aber aufgrund der Wahrnehmung ihrer körperlichen Merkmale – hier der Hautfarbe – mal als Deutsche durchgehen oder eben nicht. Aischa Ahmed stellt in Interviews verschiedene Erfahrungen „Schwarzer Deutscher“ vor, „die als weiß passieren könnten“. M. – eine der Interviewten – wird „häufig aufgrund ihres Namens angesprochen“.

## Begriffsdefinitionen
In der Wikipedia werden nach dem aktuellen Stand der Wissensproduktion hier bestimmte zentrale Begrifflichkeiten dieser Thematik nicht als eigenständige Lemmata behandelt. Im Folgenden werden daher die für dieses Lemma zentralen Begrifflichkeiten erläutert.

### Rassifizierung
Rassifizierung, abgeleitet von Rasse, meint die Kategorisierung von vermeintlichen Merkmalen einer Menschengruppe als für diese wesenhaft oder identitär. Rassifizierung beschreibt somit gesellschaftliche Prozesse (process of racialization), die „Rasse“ und „Ethnizität“ konstruieren.
Mark Terkessidis beschreibt Rassifizierung als einen Prozess der Rassenkonstruktion, „in dem einerseits eine Gruppe von Menschen mittels bestimmter Merkmale als natürliche Gruppe festgelegt und gleichzeitig die Natur dieser Gruppe im Verhältnis zur eigenen Gruppe formuliert wird“. Maureen Maisha Eggers bezeichnet Rassifizierung als die „Prägung von Identität durch Konstruktionen von Rasse und Ethnizität“. Nach Eggers unterscheidet sich die Rassifizierung vom Rassismus dadurch, dass sie dabei zunächst keine Hierarchisierung von Menschengruppen vornimmt. Je nach Deutungsperspektive lassen sich jedoch auch Machtdifferenzen beschreiben.
Prozesse der Rassifizierung sind vergleichbar oder werden synonym verwandt mit den Prozessen der Essentialisierung, Kulturalisierung und der Ethnisierung.

## Kritik
Die auf Foucault bezogene Auffassung von rassistischem Wissen wird kritisiert aus der Perspektive des Critical Realism (siehe Kritischer Realismus). Denn durch die Auffassung, dass Wissen vollkommen von den sozialen Bedingungen determiniert wird, unter denen es jeweils hervorgebracht wird, würde nicht nur das rassistische, sondern auch nicht- und antirassistisches Wissen relativiert, wodurch die Möglichkeiten kritischer Sozialwissenschaft zu verschwinden drohten.
Claudia Perlitius kritisiert in ihrer Rezension von Mark Terkessidis’ Die Banalität des Rassismus, dass der Autor die „gemeinsamen Strukturen von Diskriminierungen aufgrund anderer Merkmale (Geschlecht, Behinderung, soziale Schicht / Klasse…) nicht benennt und auch nicht auf die einschlägige Forschung eingeht.“